# الجمعية الثقافية السريانية في سوريا
تأسست الجمعية الثقافية السريانية في سوريا وباللغة السريانية ܟܢܘܫܬܐ ܡܪܕܘܬܢܝܬܐ ܣܘܪܝܝܬܐ ܒܣܘܪܝܐ : في شهر نيسان من سنة 2008م ومركزها في مدينة القامشلي (بيث زالين) ، بموافقة ودعم من بشار الأسد رئيس الجمهورية العربية السورية.
من أهداف الجمعية رعاية مصالح أبناء الشعب السرياني/الآشوري/الكلداني بكافة تسمياته (روم أرثوذكس، ملكيين، موارنة، نساطرة، كاثوليك وأرثوذكس وبروتستانت)، في جميع أنحاء سوريا، والاحتفال بأعياده القومية كعيد الأول من نيسان (رأس السنة البابلية الآشورية) وإحياء ذكرى مجازر السيفو شهداء مذابح الآشوريين/الكلدان/السريان 1915م في طور عبدين وماردين والرها وآزخ وآمد والأناضول في الرابع والعشرين من نيسان، وكذلك الاهتمام بالمواهب الفنية الفلكلورية والرياضية والموسيقية والأدبية وتنميتها بما يحقق تكافؤ الفرص بين جميع المكونات في القطر، وكذلك بما يعزز الأمن والاستقرار في كافة ربوع المنطقة.
- كما إن الجمعية الثقافية السريانية في سوريا بالإضافة إلى مقرّها الرئيسي في القامشلي لديها فروع في الحسكة وديريك (المالكية) وقبور البيض (القحطانية) ومن المقرر أن تنشئ فروع أخرى.
- كما تشرف الجمعية من العام 2003 على عمل فضائية سورويو السريانية (Suroyo TV) ܣܘܪܝܐ TV في عموم سوريا.